# ジェイムズ・ギルフィラン (財務官)
ジェイムズ・ギルフィラン（James Gilfillan, 1836年4月25日 - 1929年4月8日）は、アメリカ合衆国の官僚。第13代アメリカ合衆国財務官を務めた。
ギルフィランはマサチューセッツ州ベルチャータウン生まれであり、両親はともにスコットランド人であった。1856年にウィリアムズ大学を卒業、大学では後の大統領ジェームズ・ガーフィールドと同級生であった。
卒業後、彼は週刊紙の地方編集者として勤務し、また弁護士を目標に法律を学んだ。1861年、彼はこれらの職を断念し、財務省の事務官となった。この時の俸給は年額1,200ドルであった。その後、ユリシーズ・グラント大統領から出納官として起用され、ジョン・ニュー財務官の配下に移った。
ギルフィランは出世コースに乗り、ラザフォード・ヘイズ大統領からアメリカ合衆国財務官に任命され、この職を1877年7月1日から1883年3月31日まで務めた。この間、彼はコロンビア特別区の減債基金管理監も兼任した。彼の任務に対する俸給は在任途中まで支払われなかったが、上院議員ジョージ・マクレーンによる法案が議会を通過したことにより、俸給4,750ドルが与えられた。
財務官としてギルフィランは、腐敗防止調査の立ち上げを行い、また政治活動を避けて職務に取り組んだことから、誠実であるという評判を獲得した。
晩年、ギルフィランはコネチカット州コルチェスターに居住した。1928年11月、彼はコルチェスターにおいてわずか5人しか存在しない90歳超の有権者のうちの1人となった。彼はコルチェスターにおいて92歳で死亡し、2日後に葬儀が執り行われた。彼には4人の娘がいた。